# Абдуллаев, Запир Гасанбекович
Запир Гасанбекович Абдуллаев (14 апреля 1930, с. Урахи, Дагестанская АССР, РСФСР — 1997, Махачкала) — советский и российский лингвист-кавказовед, доктор филологических наук (1974), профессор (1979). Заслуженный деятель науки Дагестанской АССР. Автор более 100 научных работ.

## Биография
Родился 14 апреля 1930 г. в селе Урахи Сергокалинского района Дагестанской АССР. По национальности — даргинец.
В 1948 году окончил 10 классов Урахинской средней политехнической школы.
В 1953 году с отличием окончил филологический факультет Дагестанский государственный педагогический институт им Гамзата Цадасы.
После завершения учёбы в институте, поступил в Аспирантуру Института языкознания Академии наук СССР, которую закончил в 1956 году с досрочной защитой кандидатской диссертации на тему: «Падежи и их функции в даргинском литературном языке».
С 1952 года — младший научный сотрудник, старший научный сотрудник Института языка, литературы и искусства Дагфилиала АН СССР.
В 1974 году защитил докторскую диссертацию на тему: «Субъектно-объектные и предикативные категории в даргинском языке».
В 1979 году на совете Института языкознания АН СССР присвоено ученое звание — профессора.
С 1980 года — ответственный редактор научных тематических сборников по дагестанским языкам.
Научная деятельность связана с исследованием языка одного из коренных народов Дагестана — даргинцев, которому он уделил внимание, издав по этому направлению следующие научные работы:
- «Категория падежа в даргинском языке» (Махачкала, 1961)[2]
- "Субъектно-объектные и предикативные категории в даргинском языке (Махачкала, 1969)
- «Очерки по синтаксису даргинского языка» (М., 1971)
- «Проблемы эргативности даргинского языка» (М., 1986)
- «Даргинский язык. Т. 1. Фонетика» (М., 1993)
- «Даргинский язык. Т. 2. Морфология» (М., 1993)
- «Даргинский язык. Т. З. Словообразование» (М., 1993)

В 1985 году Указом Президиума Верховного Совета ДАССР присвоено почётное звание: «Заслуженный деятель науки Дагестанской АССР»
В 1981—1988 г.г — заведующий отделом грамматических исследований ИЯЛИ ДФ АН СССР.
В 1989 по 1997 г.г — ведущий научный сотрудник Института языка, литературы и искусства ДНЦ РАН.
В 1992 по 1997 г.г — председатель республиканской комиссии по орфографии и терминологии языков народов Дагестана.
Издал 10 книг и 7 монографий. Опубликовал более 100 научных работ.
Указами Президиума Верховного Совета СССР награждён орденом «Знак Почёта» (1985), медалями «За доблестный труд в годы ВОВ» (1944), «За трудовое отличие» (1976), «За трудовую доблесть» (1984), «Ветеран труда» (1977) и др.
Дважды поощрялся Почётной Грамотой Президиума Верховного Совета ДАССР, Почётной Грамотой АН СССР, РАН, ДНЦ РАН, Почётной Грамотой Госсовета РД и др.
Скончался в 1997 году в городе Махачкала в возрасте 67 лет.